# Arvid August Afzelius

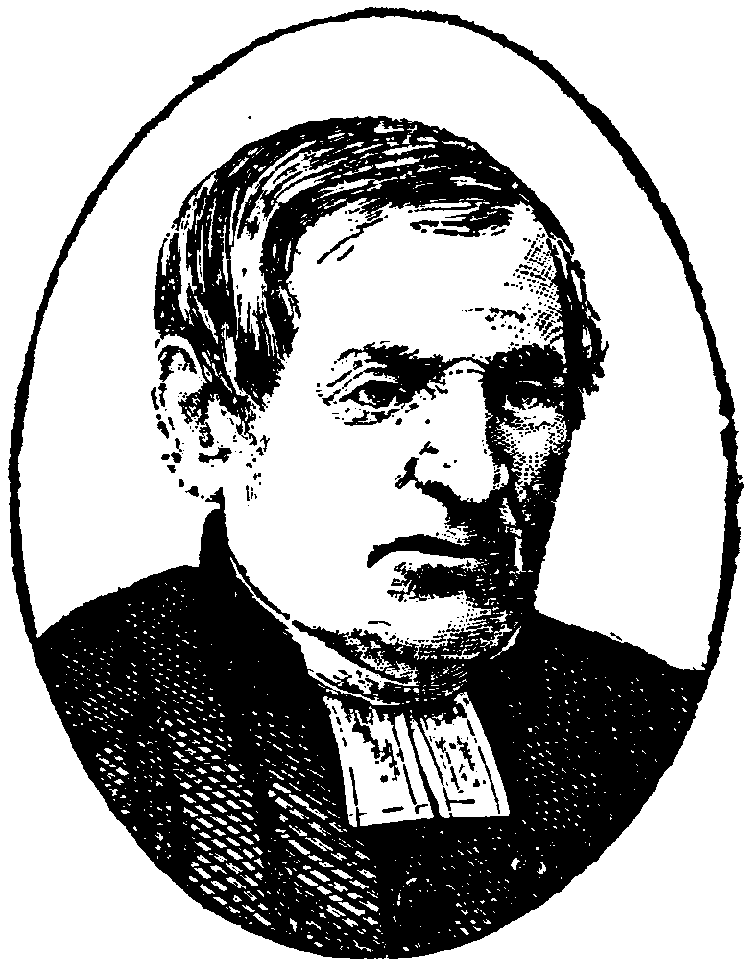
Arvid August Afzelius

Arvid August Afzelius (ur. 1785, zm. 1871) – szwedzki duchowny ewangelicki, historyk, badacz mitologii skandynawskiej, poeta i tłumacz. Od 1828 roku aż do śmierci był proboszczem w Enköping. Razem z historykiem Erikiem Gustafem Geijerem opracował trzytomową antologię tekstów ludowych Svenske folkirsor från forntiden (1814–17). Przetłumaczył też Eddę i Herwara-Saga. Wydał również historię Szwecji do Karola XII, która została przetłumaczona na język niemiecki i wydana w 1842 roku.